# Eastern Air Lines
Eastern Air Lines war eine US-amerikanische Fluggesellschaft mit Sitz in Miami, die am 18. Januar 1991 Bankrott anmelden und den Betrieb einstellen musste.

## Geschichte

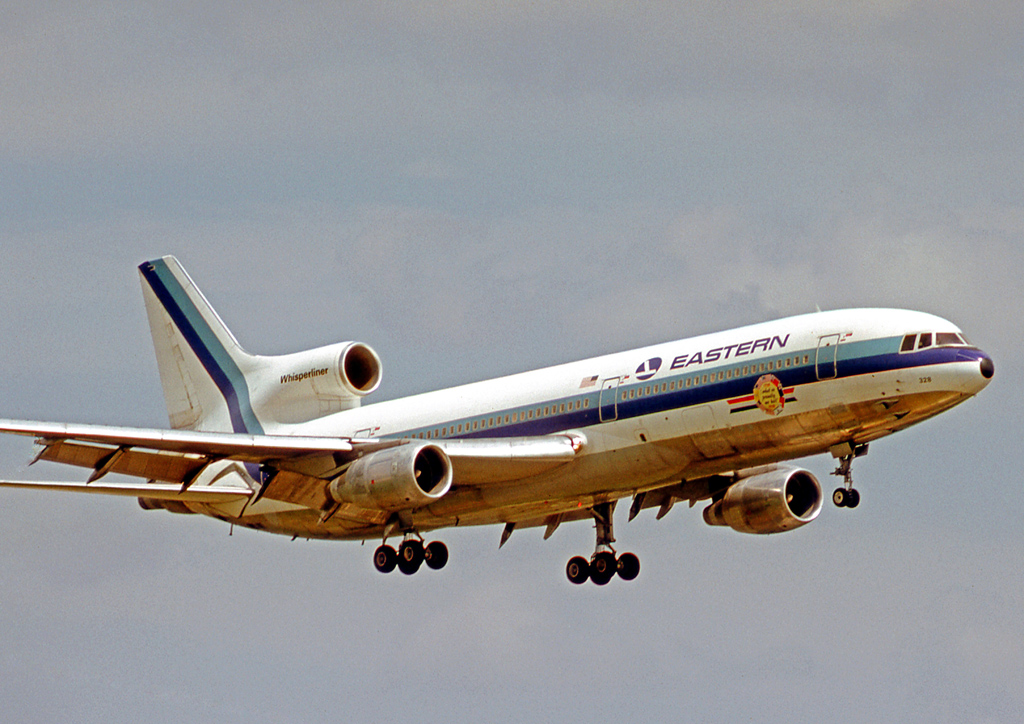
Eine Lockheed L-1011 der Eastern Air Lines

Am 19. April 1926 unter dem Namen Pitcairn Aviation gegründet, hat sich die Firma nach Gewinn eines Regierungsauftrages auf den Posttransport zwischen New York und Atlanta konzentriert. Im Jahr 1929 wurde sie von der North American Aviation übernommen und 1930 in Eastern Air Transport umbenannt. Man begann nun, das Streckennetz durch Übernahme verschiedener kleinerer Fluggesellschaften zu erweitern und stieg in den Passagierverkehr ein. Infolge des Luftpost-Skandals erfolgte 1934 die Umbenennung in Eastern Air Lines und der Rückzug von North American Aviation aus dem Unternehmen. Geführt vom legendären Fliegerass Eddie Rickenbacker begann eine Zeit des Wachstums.
Nachdem man sich zunächst auf Strecken an der amerikanischen Ostküste konzentriert hatte, wurde das Netz nach 1945 auch auf das übrige Inland und ab 1956, durch die Übernahme von Colonial Airlines, auf internationale Routen ausgedehnt. Im Jahr 1960 wurden mit Maschinen der Typen DC-8 und Boeing 720 erstmals Jets in die Flotte aufgenommen. Eastern Air Lines war ab Juli 1977 die erste amerikanische Fluggesellschaft, die mit dem Airbus A300 auch Maschinen des europäischen Herstellers einsetzte. Der Airline Deregulation Act vom 28. Oktober 1978 erschwerte das Geschäft der Fluggesellschaft. Die profitablere Delta Air Lines war direkter Wettbewerber am wichtigen Hartsfield-Jackson International Airport in Atlanta.
Ab 1985 nahm man mit der Strecke Miami−London den Transatlantikverkehr auf. Mitte der Achtziger bereiteten die steigenden Personalkosten der Firma mehr und mehr Probleme. Versuche, sie zu senken, führten zu massiven Auseinandersetzungen mit den Gewerkschaften, aber nicht zum gewünschten Erfolg. 1986 musste der damalige Präsident der Gesellschaft, Ex-NASA-Astronaut Frank Borman, schließlich der Übernahme der geschwächten Firma durch die Texas Air Corporation zustimmen.
Das neue Management unter Frank Lorenzo verfolgte einen noch rigideren Sparkurs und geriet so ebenfalls in Konfrontation mit der Belegschaft. Zudem bemühte man sich, Eastern als Fluggesellschaft mit einem hohen Gewerkschaftsorganisationsgrad gezielt zu Gunsten anderer Gesellschaften der Texas-Air-Gruppe zu schwächen. So wurden z. B. Eastern-Gelder zu anderen Gesellschaften des Konglomerates transferiert, Jets – ohne dass Zahlungen erfolgten – an Continental Airlines, ein weiteres Unternehmen unter Kontrolle der Gruppe, verkauft und das Buchungssystem der Gesellschaft abgeschafft, um fortan das der Texas International zu nutzen – gegen 10 Millionen US-Dollar Gebühr pro Monat.
Infolge dieser Aktionen und des ohnehin bereits bestehenden Kostenproblems geriet Eastern mehr und mehr in finanzielle Schwierigkeiten und war gezwungen, massiv Personal abzubauen. Dies wiederum verschärfte die Streitigkeiten zwischen Geschäftsleitung und den Gewerkschaften und damit auch die wirtschaftliche Schieflage. Zunächst versuchte man, das Unternehmen durch Verkäufe von Streckenrechten und der Schließung von Flughafendrehkreuzen finanziell zu entlasten. Trotzdem erwirtschaftete Eastern Air Lines 1989 mehr als 800 Millionen Dollar Verlust. Verschärft wurde die Situation durch Streiks, die zeitweise Teile der Flotte lahmlegten. Im Januar 1991 kam schließlich das endgültige Aus für Eastern Air Lines, die unter einer Schuldenlast von über anderthalb Milliarden Dollar zusammenbrach.
Im Jahr 2009 wurde der Name gekauft und 2011 eine neue Eastern Air Lines gegründet, die den Flugbetrieb Ende Mai 2015 aufnahm. Im Juni 2017 fusionierte die Gesellschaft mit Swift Air, worauf der Name Eastern Air Lines wieder verschwand.  Seit 2019 gibt es erneut eine Fluggesellschaft mit dem Namen Eastern Airlines.

## Zubringergesellschaften
Unter den Namen Eastern Express (durchgeführt vom Air Midwest, Atlantis Airlines, Bar Harbor Airlines, Metro Express, Precision Airlines, Provincetown-Boston Airlines und Sunair), Eastern Metro Express (durchgeführt von Metro Express), Eastern Atlantis Express, Eastern Partner und Caribair (durchgeführt von Leeward Islands Air Transport, LIAT) flogen Zubringergesellschaften für Eastern Air Lines.

## Zwischenfälle

### Unfälle
Von 1936 bis zur Betriebseinstellung 1991 kam es bei Eastern Air Lines zu 46 Totalschäden von Flugzeugen. Bei 26 davon kamen 771 Menschen ums Leben. Auszüge:
- Am 7. September 1945 entstand in einer Douglas DC-3-201G der Eastern Air Lines (Luftfahrzeugkennzeichen NC33631) während des Fluges ein Brand im hinteren Frachtraum. Noch bevor eine bereits eingeleitete Notlandung erfolgen konnte, kam es zum Kontrollverlust und Absturz 10 km entfernt von Florence (South Carolina). Alle 22 Menschen an Bord kamen ums Leben.[11]

- Am 18. Januar 1946 entstand an einer Douglas DC-3-201E der Eastern Air Lines (NC19970) während des Fluges vom Flughafen New York-LaGuardia nach Boston ein Brand im linken Triebwerk. Das Feuer breitete sich derart stark aus, dass die linke Tragfläche nach oben und hinten abbrach und die Maschine bei Cheshire (Connecticut) (USA) abstürzte. Auslöser war eine schadhafte Kraftstoffleitungsverbindung, aus der Benzin austrat. Alle 17 Insassen, drei Besatzungsmitglieder und 14 Passagiere, kamen ums Leben.[12]

- Am 11. Oktober 1946 wurde eine Douglas DC-4/C-54B-15-DO der Eastern Air Lines (NC88729) beim zweiten Anflugversuch auf den Flughafen Washington National (USA) knapp 10 Kilometer vom Ziel entfernt in den Boden geflogen. Die Maschine kollidierte mit einem gerade einmal 60 Meter hohen Hügel, sprang wieder hoch und schlug mehrfach auf, wobei sie sich in alle wesentlichen Teile zerlegte und auf dem Rücken zu liegen kam. Bei diesem CFIT (Controlled flight into terrain) überlebten erstaunlicherweise alle 26 Insassen, vier Besatzungsmitglieder und 22 Passagiere, den Unfall, nachdem ein Feuer ausgebrochen war.[13]

- Am 12. Januar 1947 wurde eine Douglas DC-3/C-49-DO der Eastern Air Lines (NC88872) bei Galax (Virginia, USA) in 760 Metern Höhe in zerklüftetem Gelände in den Boden geflogen. Die Piloten waren entgegen den Bestimmungen eine Abkürzung geflogen statt über ein Funkfeuer und kannten auch ihre Position in Bezug auf den Zielflughafen von Winston-Salem nicht, von dem sie noch 102 Kilometer entfernt waren. Durch diesen CFIT (Controlled flight into terrain) wurden 18 der 19 Insassen getötet, alle drei Besatzungsmitglieder und 15 Passagiere.[14]

- Am 30. Mai 1947 stürzte eine Douglas DC-4/C-54B der Eastern Air Lines (NC88814) auf dem planmäßigen Flug von Newark (New Jersey) nach Miami (Florida) aus dem Reiseflug heraus in ein Waldgebiet nahe Baltimore. Alle 53 Menschen an Bord kamen ums Leben. Die Ursache konnte nie gefunden werden.[15]

- Am 21. Januar 1948 wurde eine Lockheed L-649 Constellation der Eastern Air Lines (NC111A) bei der Landung auf dem Flughafen Boston-Logan (Massachusetts, USA)  irreparabel beschädigt. Die Landebahn war mit 13 mm Neuschnee bedeckt, vor allem aber auch mit Schneeverwehungen. Nach der Kollision des linken Hauptfahrwerks mit einer solchen drehte sich die Maschine nach links und krachte dort in einen größeren Schneehaufen, woraufhin ein Feuer in der Tragfläche ausbrach. Alle 25 Insassen, fünf Besatzungsmitglieder und 20 Passagiere, überlebten. Die Unfallermittler sahen die Schuld für den Totalschaden beim Flughafenbetreiber, bei dem örtlichen Betriebsinspektor der Luftfahrtbehörde CAA und beim Stationsleiter der Fluggesellschaft, die alle nicht für einen ordnungsgemäßen Zustand der Landebahnoberfläche gesorgt hatten.[16]

- Am 30. Juli 1949 wurde eine Douglas DC-3-201D der Eastern Air Lines (N19963) bei Chesterfield (New Jersey, USA) von einem Jagdflugzeug des Typs Grumman F6F-5 Hellcat der US Navy gerammt. Die F6F-5 wurde schon vorher dabei beobachtet, wie sie Kunstflug-Manöver durchführte und ein kleines Zivilflugzeug „anschwirrte“. Diese Manöver endeten in einer Kollision zwischen der Hellcat und der DC-3. Bei der Kollision verlor das Kampfflugzeug seine linke Tragfläche und die DC-3 den äußeren Teil ihrer linken. Beide Flugzeuge stürzten dann ab und verloren dabei verschiedene Teile. Die DC-3 verbrannte, nachdem sie auf dem Boden aufschlug. Als Unfallursache wurde das rücksichtslose Verhalten des Navy-Piloten bei der Durchführung von Kunstflug-Manövern auf einer zivilen Flugroute festgestellt. Alle 15 Insassen, drei Besatzungsmitglieder und 12 Passagiere, kamen ums Leben, außerdem der Militärpilot.[17]

- Am 1. November 1949 stieß ein Kampfflugzeug des Typs Lockheed P-38 Lightning der Bolivianischen Luftfahrtbehörde (NX26927) kurz vor dem Flughafen Washington/National mit einer Douglas DC-4 der Eastern Air Lines (N88727) zusammen, die sich gerade in der Endanflugkurve befand. Alle 55 Insassen der DC-4 wurden getötet. Der bolivianische Pilot war zu diesem Zeitpunkt ohne Freigabe in den Anflug gegangen (siehe auch Eastern-Air-Lines-Flug 537).[18][19]

- Am 19. Oktober 1953 wurde eine Lockheed L-749A Constellation der Eastern Airlines (N119A) kurz nach dem Start vom  Flughafen New York-Idlewild in den Boden geflogen. Ursache war die fehlerhafte Wahrnehmung der Fluglage durch die Piloten beim Start in ein Nebelgebiet. Bei diesem CFIT (Controlled flight into terrain) wurden zwei der 27 Insassen getötet (siehe auch Eastern-Air-Lines-Flug 627).[20]

- Am  21. Dezember 1955 wurde eine Lockheed L-749A Constellation der Eastern Air Lines (N112A) einen Kilometer südwestlich des Flughafens Jacksonville-Imeson (Florida, USA) in den Boden geflogen. Im Anflug in dichtem Nebel kam die Maschine nach links und nach unten vom Sollflugweg des ILS ab; dabei war zu spät das Durchstarten eingeleitet worden. Bei diesem CFIT (Controlled flight into terrain) wurden alle 17 Insassen getötet, fünf Besatzungsmitglieder und 12 Passagiere.[21][22][23]

- Am 17. Februar 1956 stürzte eine Martin 4-0-4 der Eastern Airlines (N445A) beim Anflug auf den Owensboro-Daviess County Regional Airport (Kentucky, USA) ab. In regnerischem Wetter kam es zum Strömungsabriss, nach dem das Flugzeug in Rückenlage kurz vor der Landebahn 05 liegen blieb. Alle Insassen überlebten den schweren Unfall.[24][25]

- Am 10. März 1957 wurde eine Martin 4-0-4 der Eastern Airlines (N453A) bei der Landung auf dem Flughafen Louisville (Kentucky, USA) zerstört. Die Landung war derart hart, dass die linke Tragfläche am Rumpf komplett abbrach und das Flugzeug sich auf den Rücken drehte. Erstaunlicherweise überlebten alle 34 Insassen den Totalschaden, lediglich ein Passagier wurde schwer verletzt.[26][27]

- Am 28. Juni 1957 rollte eine Douglas DC-7B der Eastern Air Lines (N808D) nach der Landung im Anschluss an einen Trainingsflug auf dem Flughafen Miami (Florida, USA) zu ihrem Hangar. Dabei kollidierte sie mit einer Lockheed L-1049 Super Constellation der Eastern Airlines(N6212C). Durch auslaufenden Treibstoff entstand ein massiver Brand. Die Super Constellation brannte aus, die DC-7 wurde irreparabel beschädigt. Personen kamen nicht zu Schaden.[28]

- Am 14. November 1957 verunglückte eine Martin 4-0-4 der Eastern Airlines (N492A) bei einer extrem harten Landung auf dem Flughafen Massena-Richards Field (New York, USA). Beim ersten Aufschlag brach das rechte Triebwerk aus der Tragfläche heraus. Die Maschine sprang wieder in die Luft, schlug erneut hart auf, geriet von der Landebahn ab und raste über einen Rollweg. Dabei brach auch das linke Triebwerk ab. Alle fünf Insassen überlebten den schweren Unfall.[29][30]

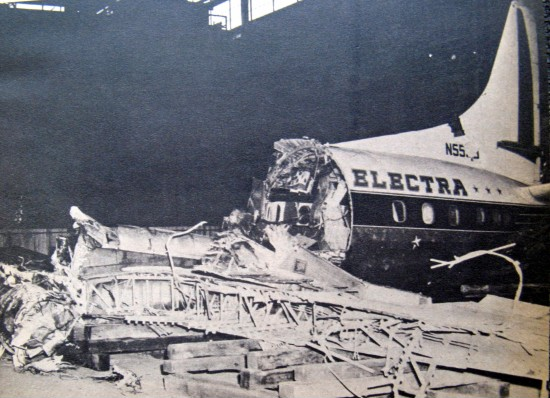
Unfall der Lockheed L-188A Electra, 4. Oktober 1960

- Am 17. März 1958 brannte eine Martin 4-0-4 der Eastern Airlines (N496A) nach der Landung auf dem Flughafen Melbourne in Melbourne (Florida) (USA) aus. Das linke Hauptfahrwerk hatte einen durch den Flughafenbetreiber nicht markierten Kieshaufen am Landebahnanfang gestreift und war während des Ausrollens zusammengebrochen. Das Flugzeug fing Feuer und brannte aus. Alle 10 Insassen überlebten.[31]

- Am 3. Januar 1960 brach an einer Lockheed L-749A Constellation der Eastern Air Lines (N110A) beim Rollen nach der Landung auf dem Flughafen Philadelphia (Pennsylvania, USA) das rechte Hauptfahrwerk zusammen. Die rechte Tragfläche und deren Motoren wurden so stark beschädigt, dass die Maschine abgeschrieben werden musste. Ursache war ein Ermüdungsbruch des Fahrwerkszylinders. Alle 45 Insassen überlebten den Unfall.[32][33]

- Am 4. Oktober 1960 verunglückte eine Lockheed L-188A Electra der Eastern Air Lines (N5533) nach dem Start vom Flughafen Boston (Massachusetts, USA) wegen eines Vogelschlags, der zum Ausfall von zwei Triebwerken geführt hatte. Von den 72 Personen an Bord kamen 62 ums Leben.[34]

- Am 3. August 1961 geriet eine Lockheed L-1049C Super Constellation der Eastern Airlines (N6220C) in Brand, als sie auf dem Flughafen New York-Idlewild (USA) zum Start rollte. Alle drei Besatzungsmitglieder, die einzigen Insassen auf dem Frachtflug, überlebten den Unfall. Die Maschine brannte aus.[35]

- Am 30. November 1962 berührte eine Douglas DC-7B der Eastern Air Lines (N815D) beim Durchstarten im Nebel auf dem Flughafen New York-Idlewild mit den beiden linken Propellern den Boden im Flughafengelände. Die aus Charlotte (North Carolina) kommende Maschine war beim Durchstarten nach links gedriftet und stürzte schließlich zu Boden. Das Durchstartverfahren war bei dem notwendigen schnellen Übergang von Sichtflug zurück auf Instrumentenflug nicht korrekt und zügig genug durchgeführt worden, so dass die Maschine nicht gestiegen war. Von den 51 Insassen wurden 25 getötet.[36]

- Am 28. September 1963 landete eine Douglas DC-7B der Eastern Air Lines (N843D) bei Nebel und Regen auf dem Nashville Metropolitan Airport (Tennessee, USA). Durch Übersteuerung des Umkehrschubs brach das Bugfahrwerk zusammen. Das Flugzeug wurde irreparabel beschädigt. Alle 45 Insassen, fünf Besatzungsmitglieder und 40 Passagiere, überlebten den Unfall.[37]

- Am 25. Februar 1964 stürzte eine Douglas DC-8-21 (N8607) auf Grund unkorrekter Trimmung wenige Minuten nach dem Start in New Orleans in den Lake Pontchartrain. Alle 58 Insassen der Maschine kamen ums Leben (siehe auch Eastern-Air-Lines-Flug 304).[38]

- Am 16. Juli 1964 wurde eine Douglas DC-7B der Eastern Air Lines (N809D) bei der Landung auf dem Richmond International Airport (Virginia, USA) 45 Meter vor der Ladenbahnschwelle aufgesetzt. Daraufhin brach das rechte Hauptfahrwerk zusammen; die Maschine rutschte noch 1450 Meter weiter, bis sie zum Stillstand kam. Alle 76 Insassen, fünf Besatzungsmitglieder und 71 Passagiere, überlebten den Unfall. Das Flugzeug wurde irreparabel beschädigt.[39]

- Am 20. Juli 1964 geriet eine Douglas DC-7B der Eastern Air Lines (N831D) bei der Landung auf dem Flughafen Charlotte-Douglas (North Carolina, USA) auf ein holperiges, ungepflegtes Stück Landebahn, woraufhin die Bugradsteuerung brach, das Flugzeug von der Landebahn abkam und irreparabel beschädigt wurde. Alle 57 Insassen, fünf Besatzungsmitglieder und 52 Passagiere, überlebten den Unfall.[40]

- Am 8. Februar 1965 stürzte eine Douglas DC-7B der Eastern Airlines (N849D) auf dem Flug von Boston nach Atlanta sechs Minuten nach dem Start von einer Zwischenlandung beim Flughafen New York-Idlewild ab. Alle 79 Passagiere und die 5 Besatzungsmitglieder wurden getötet (siehe auch Eastern-Air-Lines-Flug 663).[41]

- Am 16. Oktober 1965 wurde eine Douglas DC-7B der Eastern Air Lines (N824D) auf dem Flughafen Charlotte-Douglas (North Carolina, USA) noch vor dem Landebahnbeginn aufgesetzt. Im Bereich der rechten Tragfläche brach ein Feuer aus. Das Flugzeug wurde irreparabel beschädigt. Alle 62 Insassen, fünf Besatzungsmitglieder und 57 Passagiere, überlebten den Unfall.[42]

- Am 4. Dezember 1965 stieß eine Lockheed L-1049C Super Constellation der Eastern Air Lines (N6218C) auf dem Flug von Boston nach New York über Carmel, New York, mit einer Boeing 707 der Trans World Airlines (N748TW) zusammen, die sich auf dem Flug von San Francisco nach New York befand. Bei der Bruchlandung der unkontrollierbar gewordenen Super Constellation auf einem Feld, bei der das Flugzeug in Brand geriet und zerstört wurde, starben 4 Personen. Die Boeing 707 hingegen blieb steuerbar und machte eine erfolgreiche Notlandung. Sie konnte repariert werden (siehe auch Eastern-Air-Lines-Flug 853).[43]

- Am 18. Oktober 1966 riss beim Betanken einer Lockheed L-1049C Super Constellation der Eastern Airlines (N6219C) auf dem Flughafen Miami (Florida, USA) ein Tankschlauch. Durch den ausgebrochenen Brand wurde das Flugzeug irreparabel beschädigt und im Juni 1967 verschrottet. Personen kamen nicht zu Schaden.[44]

- Am 28. Mai 1972 machte eine Douglas DC-9-31 der Eastern Air Lines (N8961E) in Fort Lauderdale, Florida, Vereinigte Staaten, eine Bruchlandung. Dabei brach das Hauptfahrwerk zusammen, die Tragflächen brachen ab, es kam zu einem Brand, bei dem das Flugzeug völlig zerstört wurde. Die 10 Personen an Bord überlebten alle den Unfall.[45]

- Am 29. Dezember 1972 stürzte eine Lockheed L-1011 TriStar (N310EA) von New York nach Miami über den Everglades ab. Von den 163 Personen an Bord kamen 101 ums Leben. Der Unfall geschah, nachdem die Flugbesatzung Warteschleifen über Florida flog und versuchte, ein Problem mit einer Kontrolllampe des Fahrwerks zu beheben. Dabei deaktivierte sie versehentlich den Autopiloten, wodurch die Maschine an Höhe verlor und schließlich auf dem Boden aufschlug (siehe auch Eastern-Air-Lines-Flug 401).

- Am 11. September 1974 stürzte eine Douglas DC-9-30 der Eastern Air Lines (N8984E) kurz vor der Landebahn in Charlotte, North Carolina, ab. Dabei wurden 72 der 82 Insassen getötet.[46]

- Am 24. Juni 1975 flog eine Boeing 727-225 (N8845E) bei schwierigen Wetterbedingungen in die Anflugbefeuerung der Landebahn am Flughafen New York-JFK. Zu dem Zeitpunkt herrschten  heftige Scherwinde. Bei dem Unfall kamen insgesamt 112 Menschen ums Leben, 12 überlebten. An Bord der Maschine befanden sich 116 Passagiere und 8 Besatzungsmitglieder (siehe auch Eastern-Air-Lines-Flug 66).[47]

- Am 9. Februar 1979 wurden mit einer Douglas DC-9-14 (N8910E) am Dade-Collier Training and Transition Airport Übungsflüge durchgeführt. An Bord befanden sich ein Fluglehrer und vier Flugschüler. Bei einem der Starts stellte der Ausbilder während der Rotation das linke Triebwerk ab, um einen Triebwerksausfall zu simulieren. Daraufhin rollte das Flugzeug nach links und die linke Tragfläche berührte den Boden. Beim folgenden Aufprall wurde die Unterseite des Bugbereichs der Maschine fast völlig zerstört. Alle fünf Personen an Bord wurden verletzt, zwei davon schwer. Das Flugzeug musste abgeschrieben werden.[48][49]

- Am 1. Januar 1985 flog eine Boeing 727-225 (N819EA) im Anflug auf den Flughafen La Paz, Bolivien, in den Berg Illimani. Dabei wurden alle 29 Insassen getötet (siehe auch Eastern-Air-Lines-Flug 980).[50]

### Entführung
Beim folgenden Fall handelte es sich nicht um einen Flugunfall, sondern eine Flugzeugentführung ohne Sachschaden.
- Am 17. März 1970 betrat ein Fluggast, der das Ticket für einen Flug von Newark nach Boston nicht bezahlen konnte, das Cockpit einer Douglas DC-9-31 der Eastern Air Lines (N8925E) und schoss auf den Flugkapitän und den Ersten Offizier. Letzterer konnte ihn überwältigen, wodurch sich auch der Entführer eine Schussverletzung zuzog. Der Kapitän konnte die Maschine sicher auf dem Logan International Airport in Boston landen, jedoch erlag der Erste Offizier seiner erlittenen Schussverletzung (siehe auch Eastern-Air-Lines-Flug 1320).